# Beijing Enterprises
Beijing Enterprises Holdings Limited (HKSE : 392, OTCBB : BJINY) est une holding formée principalement de 8 filiales : Yanjing Beer, Sanyuan Foods, Beijing Western Style Food, Beijing Airport Expressway, Badaling Tourism, Wangfujing Department Store, Jianguo Hotel, Beijing International Switching System. Son siège est situé à Beijing, Chine. Elle est cotée à la Bourse de Hong Kong depuis 1997.

## Histoire
En février 2016, Beijing Enterprises annonce l'acquisition de Energy from Waste, une entreprise allemande spécialisée dans la méthanisation des déchets, pour 1,4 milliard d'euros.